# 1973, Quando Tudo Começou! - História do 1º Salão Brasileiro de Humor e Quadrinhos
1973, Quando Tudo Começou! - História do 1º Salão Brasileiro de Humor e Quadrinhos é um livro que conta a história do Salão Mackenzie de Humor e Quadrinhos, que foi a base para a criação do Salão Internacional de Humor de Piracicaba. O livro, publicado de forma independente e distribuído gratuitamente, foi viabilizado pela Secretaria Municipal da Ação Cultural de Piracicaba e o Centro Nacional de Humor Gráfico da mesma cidade. O livro foi organizado pela idealizador da primeira edição do evento, Fernando Coelho dos Santos, e teve a colaboração de diversos autores, entre eles Gualberto Costa, organizador do segundo salão e criador do Troféu HQ Mix, mais importante prêmio brasileiros dos quadrinhos. Publicado  sob responsabilidade editorial do Instituto Memorial das Artes Gráficas do Brasil, instituição responsável pelo Troféu HQ Mix, o livro conquistou o Troféu HQ Mix de 2017 na categoria "melhor livro teórico".

## Ligações externos
Edição online do livro